# Jazennes
Jazennes é uma comuna francesa na região administrativa da Nova Aquitânia, no departamento de Charente-Maritime. Estende-se por uma área de 10,84 km². Em 2010 a comuna tinha 548 habitantes (densidade: 50,6 hab./km²).